# Aguelmous
Aguelmous (arabiska: اكلموس) är en ort i Marocko, som i folkräkningen räknas som stad i landskommunen med samma namn. Den ligger i provinsen Khénifra och regionen Béni Mellal-Khénifra, 130 km sydost om huvudstaden Rabat. Antalet invånare var 14 177 vid folkräkningen 2014.